# 竹井祐貴
竹井 祐貴（たけい ゆうき、1999年12月1日 - ）は、鹿児島県鹿児島市出身の陸上競技選手。鹿児島県立鹿児島中央高等学校、亜細亜大学法学部卒業。JR東日本ランニングチーム所属。

## 経歴
鹿児島中央高校卒業後は、亜細亜大学法学部に入学し、陸上競技部に入部。4年時の2022年には箱根駅伝に関東学生連合の選手として参加。
大学卒業後の2022年4月1日にJR東日本に入社し、八王子支社管轄のJR東日本ランニングチームに入部。同社入社後はランニングチームの主将を務めている。